# Amplectister
Amplectister (лат.) — ископаемый род мирмекофильных жуков-карапузиков (Histeridae). 2 вида. Бирманский янтарь, меловой период (сеноманский век, около 99 млн лет, Мьянма).

## Описание
Мелкие жуки. Общая длина тела: 1,3 — 1,4 мм. Ширина 0,81 — 1,02 мм. Общая форма тела удлинённая и уплощенная; лоб латерально окаймлен и выступает над усиками; переднеспинка с выемчатым задним краем и широко дугообразным латеральным краем, не совпадающим с краем надкрылий; надкрылья с двумя субмаргинальными эпиплевральными килями (отходящими от заднего угла переднеспинки); брюшко глубоко вогнутое; задние бёдра и голени увеличены и приспособлены для хватания. Цвет однородный красновато-коричневый.

## Систематика
Род был впервые описан в 2018 году американскими палеоэнтомологами Michael S. Caterino (Department of Plant & Environmental Sciences, Clemson University, Clemson, SC, США) и David R. Maddison (Oregon State University, Corvallis) по типовому виду †Amplectister tenax Caterino and Maddison, 2018 из мелового бирманского янтаря. В 2022 году был описан второй вид †Amplectister terapoides Yamamoto et Caterino, 2022 с сильно модифицированными задними ногами, что указывает на дополнительные доказательства связи с муравьиной колонией. Систематическая позиция среди подсемейств жуков-карапузиков остаётся неясной и род помещён напрямую в семейство Histeridae в статусе Incertae sedis.
- †Amplectister tenax Caterino and Maddison, 2018
- †Amplectister terapoides Yamamoto et Caterino, 2022

## Этимология
Название рода Amplectister означает «обнимающий Hister», имея в виду его модификации для хватания, от латинского amplexus. Имя вида A. tenax означает цепкий, имея в виду его хватку, от латинского tenax.